# إسلام عباس (لاعب)
إسلام عباس (مواليد 11 مارس 1980) لاعب كرة سلة أردني محترف. وهو عضو في منتخب الأردن لكرة السلة.
تنافس عباس مع المنتخب الأردني في بطولة آسيا لكرة السلة عام 2007 و2009. في عام 2009، ساهم في حصول المنتخب الأردني على المركز الثالث على المستوى الوطني بمعدل 4.6 نقطة و 5.4 ارتدادات لكل مباراة. كان حصول المنتخب على المركز الثالث يعني أن الأردن تأهل لبطولة العالم «FIBA» لأول مرة في تاريخه.
على الرغم من أن عباس شهد نشاطًا محدودا على مقاعد البدلاء لمعظم بطولة 2009، إلا أنه سجّل 23 نقطة وحصل على 19 ارتداد في البطولة في غضون 23 دقيقة فقط من المباراة في الجولة الأولى 105-47 من الفوز على أندونيسيا.